# 강창일 (극작가)
강창일은 극작가, 연출가, 감독, 시나리오 작가, 영화 역사 작가. 무성 영화 변사. 파리 4 대학 (소르본, Sorbonne)에서 현대 문학 전공. Isabelle Moindrot 교수 (Paris 8 대학) 와 Giusy Pisano 교수(프랑스 국립 영화 학교/ Ecole nationale supérieure Louis-Lumière)의 공동 지도로 초기 영화 역사 전공 및 논문을 집필. 프랑스 파리 대학 박사. 프랑스에서 저술 활동 및 영화 상영 등을 통하여 프랑스어 사용자들에게 한국 영화와 문화를 알리고 있다.
저서:
- Les débuts du cinéma en Corée 한국 영화의 시작 (2020년)
- Le cinéma coréen contemporain. A l'aube de Parasite 한국 현대 영화, 기생충의 전야 (2023년)

출판 관련 링크
- ↑ Chang-il Kang, , Ocrée Editions, 24 septembre 2020 (ISBN 979-10-96382-14-9, lire en ligne [archive])
- ↑ Chang-il Kang, , EDITIONS OCREE, 2023 (ISBN 979-10-96382-46-0, lire en ligne [archive])
- https://www.amazon.fr/s?i=stripbooks&rh=p_27%3AChang-il+Kang&s=relevancerank&text=Chang-il+Kang&ref=dp_byline_sr_book_1
- https://www.fnac.com/ia9364988/Chang-Il-Kang

r기타 링크
https://cinemacoree.hypotheses.org/ [archive] https://www.editions-ocree.fr/products/le-cinema-coreen-contemporain-a-laube-de-parasite [archive]
https://cinemacoree.hypotheses.org/date/2020/12 [archive]
https://www.cairn.info/revue-1895-2021-1-page-269.htm [archive]
https://journals.openedition.org/1895/8517 [archive]